# Alexander Maunder
Alexander Elsdon Maunder (Loxbeare, 3 febbraio 1861 – Bickleigh, 2 febbraio 1932) è stato un tiratore a segno britannico.
Ha vinto tre medaglie olimpiche: una medaglia d'oro alle Olimpiadi 1908 svoltesi a Londra nella categoria fossa olimpica a squadre, una medaglia di bronzo negli stessi giochi olimpici di Londra 1908 nella fossa olimpica individuale e una medaglia d'argento alle Olimpiadi di Stoccolma 1912 nella specialità piccione d'argilla a squadre.